# Valerianella vesicaria
Valerianella vesicaria là một loài thực vật có hoa trong họ Kim ngân. Loài này được Moench miêu tả khoa học đầu tiên..